# Epitranus clypealis
Epitranus clypealis är en stekelart som beskrevs av Masi 1943. Epitranus clypealis ingår i släktet Epitranus och familjen bredlårsteklar.
Artens utbredningsområde är Somalia. Inga underarter finns listade i Catalogue of Life.